# HD112097
HD112097 — хімічно пекулярна зоря спектрального класу A6, що має видиму зоряну величину в смузі V приблизно  6,3.
Вона  розташована на відстані близько 198,9 світлових років від Сонця.

## Фізичні характеристики
Зоря HD112097 обертається 
досить швидко 
навколо своєї осі. Проєкція її екваторіальної швидкості на промінь зору становить  Vsin(i)= 71км/сек.